# Вилхелм IV фон Хорн
Вилхелм IV фон Хорн (на немски: Wilhelm IV von Horn; * ок. 1294, Хорн, Лимбург, Нидерландия; † между 8 май и 22 юли 1343) е господар на Хорн/Хорне, Алтена, Гаесбек и Верт и дипломат.

## Произход
Той е син на рицар Герхард I фон Хорн († 1330/1331) и първата му съпруга Жана/Йохана де Лувен († ок. 1308), дъщеря на граф Хайнрих фон Лувен-Гаезбэк († 1285) и Изабела ван Беверен († 1308). Баща му се жени втори път на 19 февруари 1316 г. за Ирмгард фон Клеве († 1352) и той е полубрат на Дитрих ван Хорн († 1378), господар на Первайс, Краненбург.

## Фамилия
Първи брак: годеж на 4 май 1305 г. и брак през 1315 г./пр. 29 февруари 1316 г. с Ода ван Путен (* ок. 1295; † сл. 27 юли 1327/1330/1332), дъщеря на Николас IV ван Путен († 1311) и Алайда ван Стрижен († 1316). Те има децата:
- Герард II ван Хорне († 26 септември 1345 в битка)
- Елизабет ван Хорн († сл. 1357), омъжена на 20 ноември 1353 г. за Ян II ван Аркел († пр. 5 август 1373)
- Йохана ван Хорн († 14 юли 1356), наследничка на Гаезбек и Херстал, омъжена пр. 1349 г. за Гизберт III ван Абкуде († 1371).
- Ода/Отилдис ван Хорн († 1 април 1352), омъжена на 21 май 1348 г. за Ян/Йохан II ван Поланен († 3 ноември 1378)
- Мария ван Хорне († пр. 5 август 1373), омъжена за Ян ван Аркел
- Алайда/Агнес ван Хорне, абатиса на Кайзербош.

Втори брак: през 1336 г. с Елизабет фон Клеве († 1347), вдовица на Готфрид фон Юлих-Бергхайм († 3 май 1335), дъщеря на граф Дитрих Луф III фон Клеве-Хюлхрат († 1332) и първата му съпруга Йоланда де Лоз († 1323). Папа Йоан XXII разрешава брака. Те имат децата:
- Виллем V ван Хорн (* ок. 1324; † 1357), женен на 27 юни 1348 г. за Мехтилд ван Аркел (* пр. 14 март 1330; † сл. 1376); имат син
- Дитрих Луф ван Хорн (* ок. 1340; † 1 юли 1400/19 юли 1403), маршал на Брабант, женен 1367 г. за Изабела де Монтини; имат син
- Елизабет ван Хорн († 1416), омъжена 1359 г. за Хайнрих V фон Дист (* 1345; † 1385), бургграф на Антверпен
- Арнолд ван Хорн (1339 – 1389), епископ на Утрехт (1371 – 1378), епископ на Лиеж (1378 – 1389).